# 安立綱之

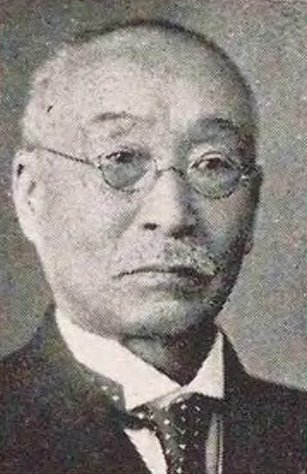
安立綱之

安立 綱之（あだち つなゆき、1859年12月8日（安政6年11月15日） - 1938年（昭和13年）12月2日）は、日本の内務官僚、政治家。警視総監、貴族院議員。旧名・国分彦七、迫田彦七、安立彦七。1889年6月、綱之と改名。

## 経歴
鹿児島城下城ヶ谷（現在の鹿児島市長田町）に薩摩藩士・国分市郎右衛門の三男として生まれる。明治4年10月（1871年）、長兄・国分友諒に伴われ上京し、共立学舎に入る。明治六年政変により兄・友諒が警察を辞し帰郷したのに同行。1874年5月、二人の兄、友諒、友実と共に台湾出兵に従軍。兄・友実は病死し、同年9月、鹿児島に帰還。1875年、兄・友諒の再度の上京に同行し、共立学舎に復して学んだ。同年、元薩摩藩士・権少警視、迫田利綱の養子となる。
1878年11月、警視局雇となる。同年10月、警部試補に採用。1879年3月、琉球藩の鹿児島県編入に際して現地へ派遣された。同年10月、養父が西南戦争で戦死した安立盛行・警部補の家を継いだため、安立と改姓。
1882年12月、坂本町巡査分屯所長に就任。以後、小川町巡査屯所長、広島警察署長、兼広島水上警察署長、広島県警察本署第一部長、広島県三等属兼警部、広島県属・兵事課長、警視庁警部・富岡門前警察署長、下谷警察署長などを歴任。
1892年10月、愛媛県警部長となる。以後、福岡県警部長、長崎県警部長、佐賀県書記官、警視総監官房主事を歴任した。
1902年2月、内務省警保局長に登用された。1903年9月、警視総監に就任。日比谷焼打事件により1905年9月に警視総監を辞任した。1909年12月21日、貴族院勅選議員に任じられ、同和会に属し死去するまで在任した。
その他、警察監獄学校商議委員、佐賀県農工銀行監理官、馬政調査委員などを務めた。

## 栄典・授章・授賞
位階
- 1897年（明治30年）12月28日 - 正六位[2]
- 1906年（明治39年）1月20日 - 従四位[3]

勲章等
- 1905年（明治38年）6月24日 - 勲三等瑞宝章[4]
- 1906年（明治39年）4月1日 - 勲二等旭日重光章[5]・明治三十七八年従軍記章[6]

## 親族
- 養父 安立利綱（一等警視、福井県知事）
- 娘 清水晴（清水喜重・陸軍中将の妻）
- 長兄 国分友諒（ともさね） 権少警視兼陸軍少佐。西南戦争で戦死。
- 次兄 国分友実（ともみ） 警視庁権大警部。台湾出兵に従軍し病死。